# Pont-Saint-Martin (Italia)
Pont-Saint-Martin es un municipio de 3.941 habitantes situado en el extremo sureste de la región del Valle de Aosta, una región bilingüe (francés e italiano) situada al noroeste de Italia, compartiendo frontera con Francia y Suiza, en los Alpes.

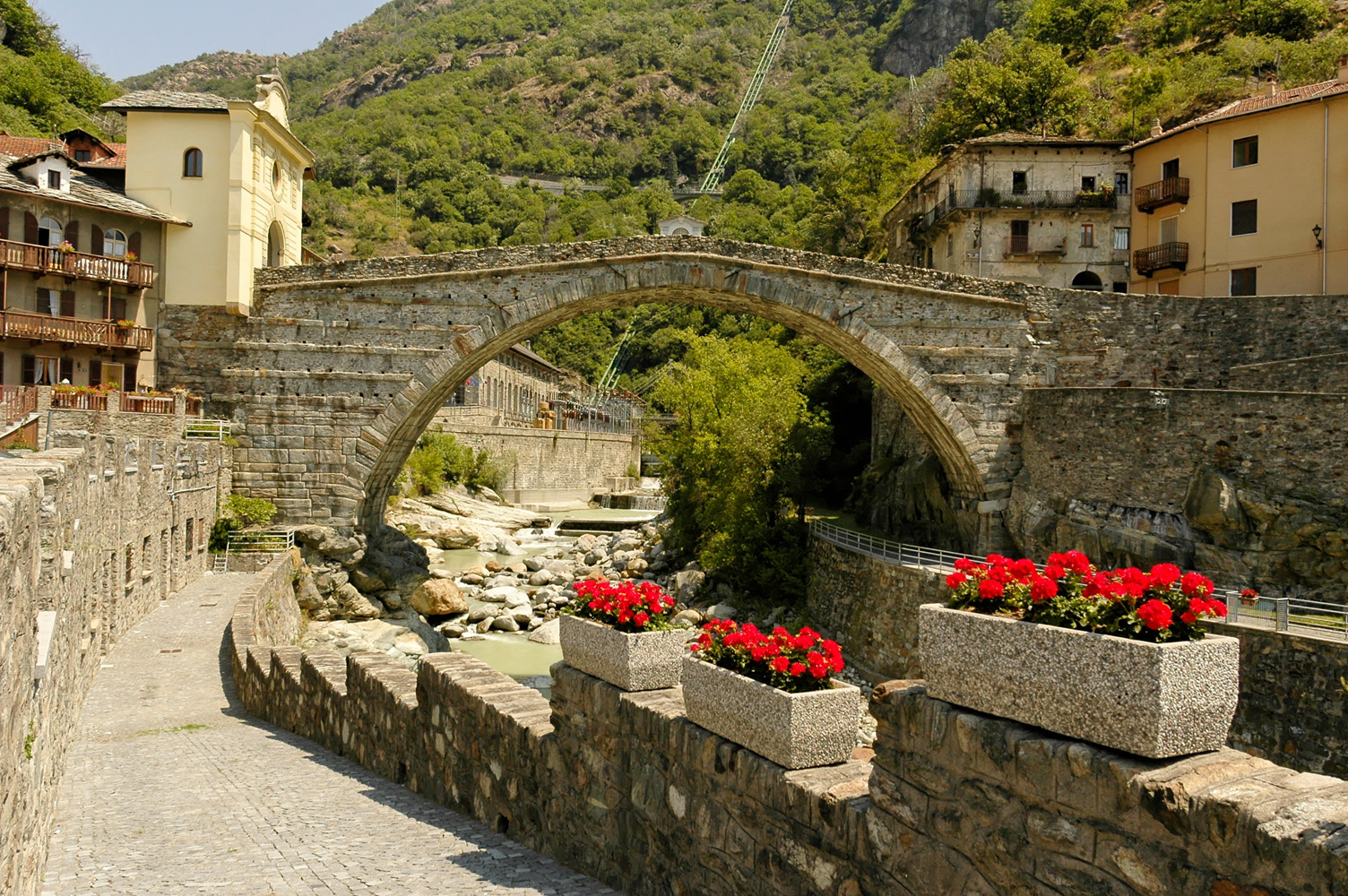
Puente romano.

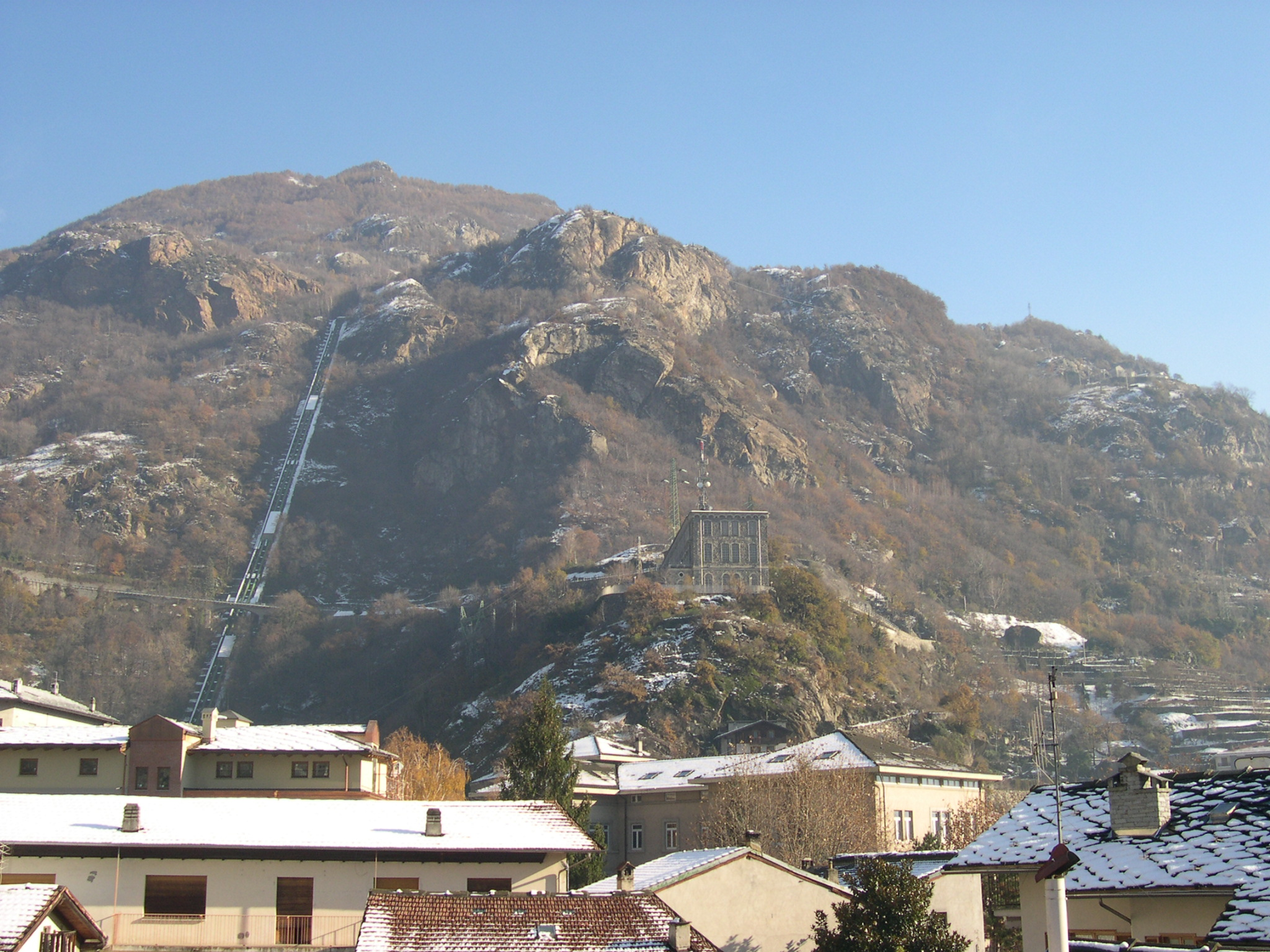
Vista general del pueblo.

## Geografía
Está situado al principio del valle de Aosta, conservando gran parte de la antigua calzada romana que iba a la Galia.
Forma parte de la Unité des communes valdôtaines du Mont-Rose, de la cual es sede administrativa.

## Lugares de interés
- El puente romano, imponente testimonio de la romanización del Valle de Aosta, del siglo II a. C.[3]

## Transportes

### Aeropuerto
El aeropuerto más cercano es el de Turín.

### Conexiones viales
La conexión vial principal es la autopista A5 Turín-Aosta y tiene una salida justo en Pont-Saint-Martin.

### Conexiones ferroviarias
En Pont-Saint-Martin hay una estación de ferrocarril de la línea Ivrea-Aosta.

## Evolución demográfica
| Gráfica de evolución demográfica de Pont-Saint-Martin entre 1861 y 2001 |
|                                                                         |
| Fuente ISTAT - elaboración gráfica de Wikipedia                         |

## Hermanamiento
Pont-Saint-Martin está hermanada con las siguientes localidades:
- Bétera (Comunidad Valenciana, España)
- Pont-Saint-Martin (Loira Atlántico, Francia)